# Haus Rüschhaus

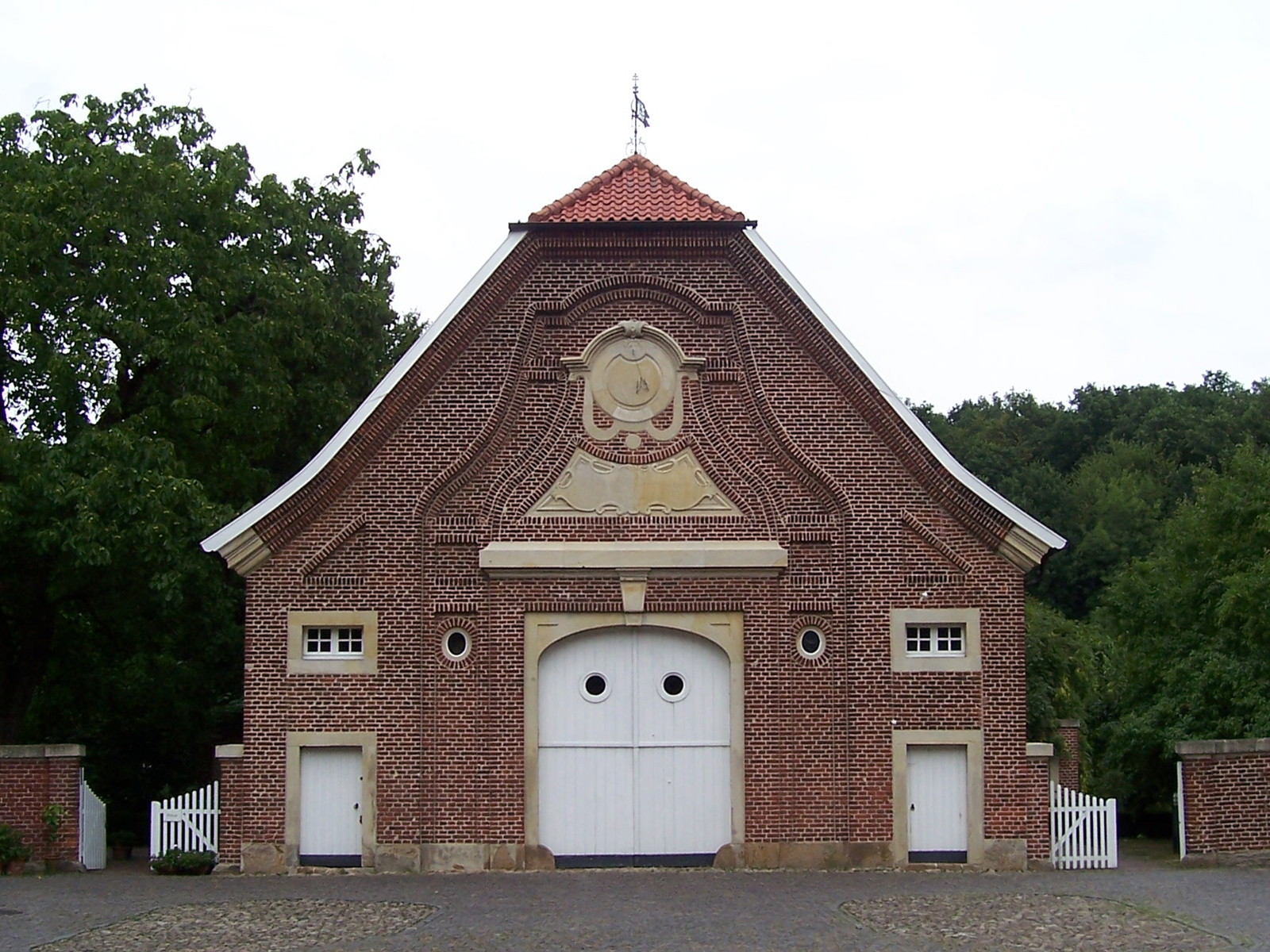
Haus Rüschhaus. Fasada

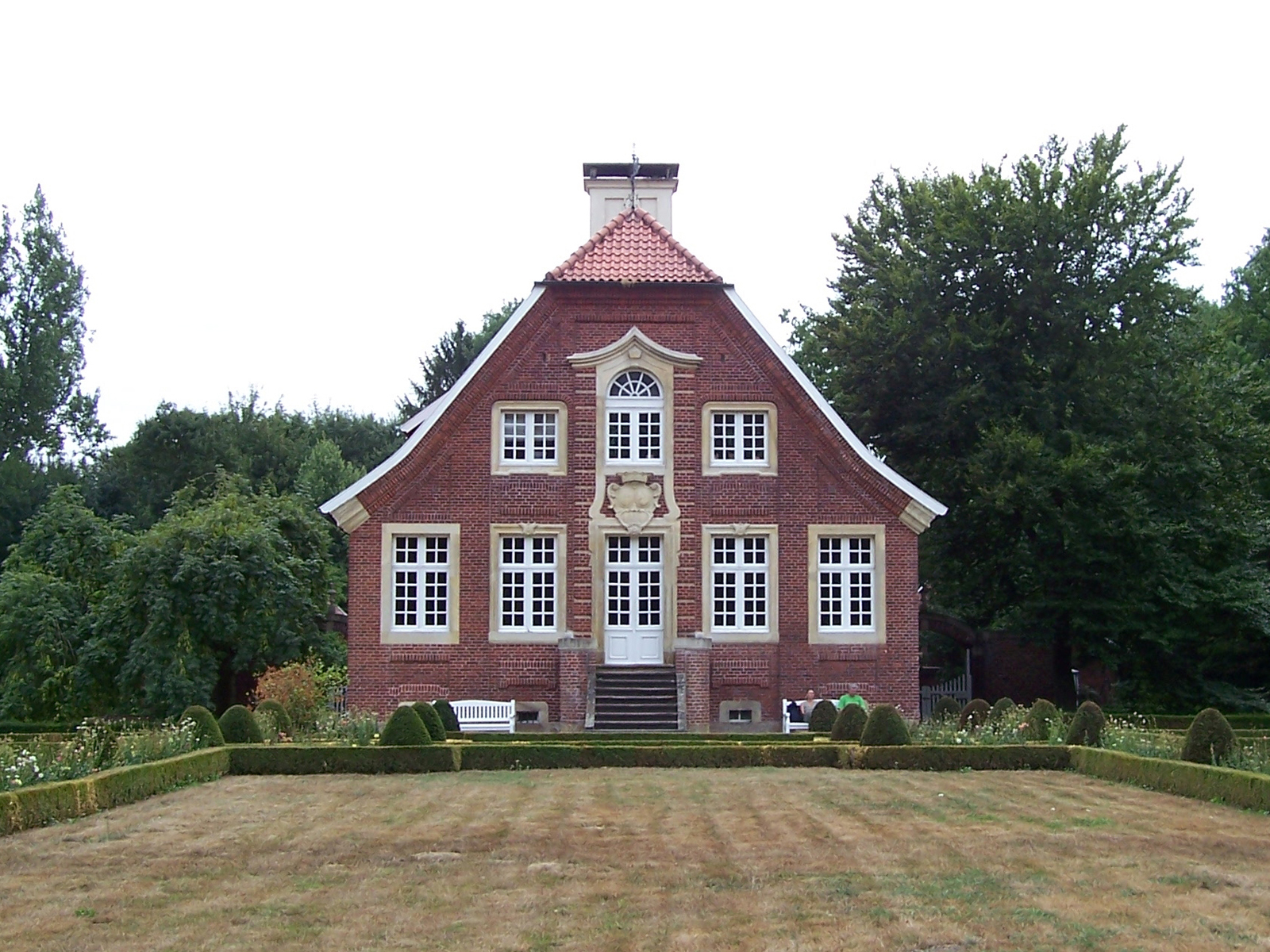
Haus Rüschhaus. Elewacja ogrodowa

Haus Rüschhaus – pałac w dzielnicy Nieberge miasta Münster.
Pałac został wzniesiony w latach 1745–1748 przez architekta Johanna Conrada Schlauna z przeznaczeniem na letnią rezydencję. Prace rzeźbiarskie wykonał Johann Christoph Manskirch.
W 1825 właściciel pobliskiego zamku Hülshoff baron Clemens August von Droste-Hülshoff, ojciec poetki Annette von Droste-Hülshoff, zakupił Haus Rüschhaus. Po jego śmierci w 1826 poetka wraz z matką i siostrą Jenny przeprowadziły się do pałacu i mieszkały w nim do 1846. W Haus Rüschhaus powstały niektóre utwory Annette von Droste-Hülshoff, m.in. Die Judenbuche.
Haus Rüschhaus jest obecnie udostępniony do zwiedzania.